# 疏羽叉蕨
疏羽叉蕨（学名：Tectaria remotipinna）为叉蕨科叉蕨属下的一个种。